# 584 Semiramis
Az 584 Semiramis egy a Naprendszer kisbolygói közül, amit August Kopff fedezett fel 1906. január 15-én. Nevét Szemiramisz asszír/babiloni királynőről kapta.